# Coupe des champions de la CONCACAF 2026
Navigation
Édition précédente Édition suivante
La Coupe des champions de la CONCACAF 2026 est la 17e édition de la plus prestigieuse des compétitions inter-clubs nord et centraméricaine de football.
Cette compétition organisée par la CONCACAF oppose les 27 meilleurs clubs continentaux qui se sont illustrés dans leurs championnats respectifs ou dans les compétitions de second rang la saison précédente.
Le vainqueur de la Coupe des champions se qualifie pour la Coupe intercontinentale de la FIFA 2026 et la Coupe du monde des clubs de la FIFA 2029.

## Format
Le format de cette compétition est identique à celui des éditions précédentes. Les nations nord-américaines présentent 3 à 6 clubs alors que les autres nations se qualifient via des compétitions continentales de second rang. Cinq équipes sont directement qualifiées pour les huitièmes de finale, alors que les 22 autres passent par un premier tour de qualification.
Les équipes franchissant le tour de qualification rejoignent les équipes qualifiées d'office dans un tableau de confrontation tiré au sort dès le début de la compétition.
La phase finale de quatre tours va des huitièmes de finale jusqu'à la finale qui se déroule sur un seul match chez l'équipe ayant obtenu les meilleurs résultats au cours de la compétition.

## Participants
27 équipes provenant d'associations membres de la CONCACAF participent à la Coupe des champions 2026.
12 équipes sur les 27 sont issues de compétitions continentales de second Rang :
- Les trois meilleures équipes de la Leagues Cup 2025 se qualifient pour les huitièmes de finale pour le vainqueur et le premier tour pour les autres ;
- Les trois meilleures équipes de la Coupe caribéenne 2025 se qualifient pour les huitièmes de finale pour le vainqueur et le premier tour pour les autres ;
- Les six meilleures équipes de la Coupe d'Amérique centrale 2025 se qualifient pour les huitièmes de finale pour le vainqueur et le premier tour pour les autres.

Les 15 autres places sont attribuées aux équipes nord-américaine :
- 6 places sont attribuées au Mexique et au États-Unis, 1 en huitièmes de finale et le premier tour pour les autres[1] ;
- 3 places sont attribuées au Canada, toutes pour le premier tour.

| Mexique                                                     | Mexique                                                     | Mexique                | Mexique          |  |
| ----------------------------------------------------------- | ----------------------------------------------------------- | ---------------------- | ---------------- |  |
| Vainqueur Tournoi Clôture 2025 et 2e Classement cumulé 2025 | Vainqueur Tournoi Clôture 2025 et 2e Classement cumulé 2025 | Deportivo Toluca       | Deportivo Toluca |  |
| États-Unis                                                  | États-Unis                                                  | Leagues Cup            | Leagues Cup      |  |
| Vainqueur Coupe MLS 2025                                    |                                                             | Vainqueur Tournoi 2025 |                  |  |
| Coupe d'Amérique centrale                                   | Coupe d'Amérique centrale                                   | Coupe caribéenne       | Coupe caribéenne |  |
| Vainqueur Tournoi 2025                                      |                                                             | Vainqueur Tournoi 2025 |                  |  |

| Mexique                                                       | Mexique                      | États-Unis                      | États-Unis       |
| ------------------------------------------------------------- | ---------------------------- | ------------------------------- | ---------------- |
| Vainqueur Tournoi Ouverture 2024 et 4e Classement cumulé 2025 | Club América                 | 1er de la Saison régulière 2025 |                  |
| Finaliste Tournoi Ouverture 2024                              | CF Monterrey                 | 2e de la Saison régulière 2025  |                  |
| 1er Classement cumulé 2025                                    | CF Cruz Azul                 | 3e de la Saison régulière 2025  |                  |
| 3e Classement cumulé 2025                                     | Tigres UANL                  | 4e de la Saison régulière 2025  |                  |
| 6e Classement cumulé 2025                                     | Pumas UNAM                   | Vainqueur Coupe 2025            |                  |
| Coupe d'Amérique centrale                                     | Coupe d'Amérique centrale    | Canada                          | Canada           |
| Finaliste Tournoi 2025                                        |                              | Vainqueur Première ligue 2025   |                  |
| Demi-finaliste Tournoi 2025                                   |                              | 1er Saison régulière 2025       |                  |
| Demi-finaliste Tournoi 2025                                   | Vainqueur Champ. soccer 2025 |                                 |                  |
| Vainqueur Play-In 2025                                        |                              |                                 |                  |
|                                                               |                              |                                 |                  |
| Leagues Cup                                                   | Leagues Cup                  | Coupe caribéenne                | Coupe caribéenne |
| Finaliste Tournoi 2025                                        |                              | Finaliste Tournoi 2025          |                  |
| 3e Tournoi 2025                                               |                              | 3e Tournoi 2025                 |                  |

## Calendrier
| Nom                 | Tirage au sort | Match aller | Match retour | Nombre de participants |
| ------------------- | -------------- | ----------- | ------------ | ---------------------- |
| Phase finale (2026) |                |             |              |                        |
| Premier tour        |                |             |              | 22                     |
| Huitièmes de finale |                |             | 16 (11+5)    |                        |
| Quarts de finale    |                |             | 8            |                        |
| Demi-finales        |                |             | 4            |                        |
| Finale              |                |             | 2            |                        |

## Phase à élimination directe

### Format et tirage au sort
Le tirage au sort est un tirage intégral.
Les cinq équipes qualifiées automatiquement pour huitièmes de finale en fonction de leur classement des clubs de la CONCACAF de décembre 2024. Les quatre meilleurs ne peuvent pas s'affronter avant les demi-finales et le cinquième affronte éventuellement le premier en quart de finale.
Les 22 autres équipes sont réparties en trois groupes selon leur classement des clubs de la CONCACAF de décembre 2024 :
- un premier groupe de 3 équipes qui ne pourront affronter un des cinq qualifiés d'office qu'en quart de finale ;
- un groupe de 8 équipes qui ne pourront affronter une des trois équipes précédentes lors du premier tour ;
- un groupe de 11 équipes qui affronteront une équipe des deux premiers groupes selon un tirage au sort.

#### Classement des clubs de la CONCACAF qualifiés pour les8e
| Rang 2025 | Club | Score |
| --------- | ---- | ----- |
| 1         |      |       |
| 2         |      |       |
| 3         |      |       |
| 4         |      |       |
| 5         |      |       |

#### Classement des clubs de la CONCACAF qualifiés pour le premier tour
| Rang 2025 | Club | Score |
| --------- | ---- | ----- |
| 1         |      |       |
| 2         |      |       |
| 3         |      |       |
| 4         |      |       |
| 5         |      |       |
| 6         |      |       |
| 7         |      |       |
| 8         |      |       |
| 9         |      |       |
| 10        |      |       |
| 11        |      |       |

| Rang 2024 | Club | Score |
| --------- | ---- | ----- |
| 12        |      |       |
| 13        |      |       |
| 14        |      |       |
| 15        |      |       |
| 16        |      |       |
| 17        |      |       |
| 18        |      |       |
| 19        |      |       |
| 20        |      |       |
| 21        |      |       |
| 22        |      |       |

- Équipe ne pouvant affronter un des cinq qualifiés d'office en huitième de finale

### Premier tour
| Équipe | Aller | Total | Retour | Équipe |
| ------ | ----- | ----- | ------ | ------ |
|        | -     | -     | -      |        |
|        | -     | -     | -      |        |
|        | -     | -     | -      |        |
|        | -     | -     | -      |        |
|        | -     | -     | -      |        |
|        | -     | -     | -      |        |
|        | -     | -     | -      |        |
|        | -     | -     | -      |        |

### Huitièmes de finale
| Équipe | Aller | Total | Retour | Équipe |
| ------ | ----- | ----- | ------ | ------ |
|        | -     | -     | -      |        |
|        | -     | -     | -      |        |
|        | -     | -     | -      |        |
|        | -     | -     | -      |        |
|        | -     | -     | -      |        |
|        | -     | -     | -      |        |
|        | -     | -     | -      |        |
|        | -     | -     | -      |        |

### Quarts de finale
| Équipe | Aller | Total | Retour | Équipe |
| ------ | ----- | ----- | ------ | ------ |
|        | -     | -     | -      |        |
|        | -     | -     | -      |        |
|        | -     | -     | -      |        |
|        | -     | -     | -      |        |

### Demi-finales
| Équipe | Aller | Total | Retour | Équipe |
| ------ | ----- | ----- | ------ | ------ |
|        | -     | -     | -      |        |
|        | -     | -     | -      |        |

### Finale
| Équipe | Score | Équipe |
| ------ | ----- | ------ |
|        | -     |        |

### Tableau final
|  | Huitièmes de finale | Huitièmes de finale | Huitièmes de finale | Huitièmes de finale |   |   | Quarts de finale | Quarts de finale | Quarts de finale | Quarts de finale |  |  | Demi-finales | Demi-finales | Demi-finales | Demi-finales |  |  | Finale | Finale | Finale | Finale |
|  |                     |                     |                     |                     |   |   |                  |                  |                  |                  |  |  |              |              |              |              |  |  |        |        |        |        |
|  |                     |                     |                     |                     |   |   |                  |                  |                  |                  |  |  |              |              |              |              |  |  |        |        |        |        |
|  |                     |                     | 0                   | 0                   |   |   |                  |                  |                  |                  |  |  |              |              |              |              |  |  |        |        |        |        |
|  |                     |                     | 0                   | 0                   |   |   |                  |                  |                  |                  |  |  |              |              |              |              |  |  |        |        |        |        |
|  |                     |                     | 0                   | 0                   |   |   |                  |                  |                  |                  |  |  |              |              |              |              |  |  |        |        |        |        |
|  |                     |                     | 0                   | 0                   | 0 | 0 |                  |                  |                  |                  |  |  |              |              |              |              |  |  |        |        |        |        |
|  |                     |                     |                     |                     | 0 | 0 |                  |                  |                  |                  |  |  |              |              |              |              |  |  |        |        |        |        |
|  |                     |                     |                     |                     | 0 | 0 |                  |                  |                  |                  |  |  |              |              |              |              |  |  |        |        |        |        |
|  |                     |                     | 0                   | 0                   | 0 | 0 |                  |                  |                  |                  |  |  |              |              |              |              |  |  |        |        |        |        |
|  |                     |                     |                     |                     |   |   |                  |                  |                  |                  |  |  |              |              |              |              |  |  |        |        |        |        |
|  |                     |                     | 0                   | 0                   |   |   |                  |                  |                  |                  |  |  |              |              |              |              |  |  |        |        |        |        |
|  |                     |                     | 0                   | 0                   | 0 | 0 |                  |                  |                  |                  |  |  |              |              |              |              |  |  |        |        |        |        |
|  |                     |                     |                     |                     | 0 | 0 |                  |                  |                  |                  |  |  |              |              |              |              |  |  |        |        |        |        |
|  |                     |                     |                     |                     | 0 | 0 |                  |                  |                  |                  |  |  |              |              |              |              |  |  |        |        |        |        |
|  |                     |                     | 0                   | 0                   | 0 | 0 |                  |                  |                  |                  |  |  |              |              |              |              |  |  |        |        |        |        |
|  |                     |                     |                     |                     |   |   |                  |                  |                  |                  |  |  |              |              |              |              |  |  |        |        |        |        |
|  |                     |                     | 0                   | 0                   |   |   |                  |                  |                  |                  |  |  |              |              |              |              |  |  |        |        |        |        |
|  |                     |                     | 0                   | 0                   | 0 | 0 |                  |                  |                  |                  |  |  |              |              |              |              |  |  |        |        |        |        |
|  |                     |                     |                     |                     | 0 | 0 |                  |                  |                  |                  |  |  |              |              |              |              |  |  |        |        |        |        |
|  |                     |                     |                     |                     | 0 | 0 |                  |                  |                  |                  |  |  |              |              |              |              |  |  |        |        |        |        |
|  |                     |                     | 0                   | 0                   | 0 | 0 |                  |                  |                  |                  |  |  |              |              |              |              |  |  |        |        |        |        |
|  |                     |                     |                     |                     |   |   |                  |                  |                  |                  |  |  |              |              |              |              |  |  |        |        |        |        |
|  |                     |                     | 0                   | 0                   |   |   |                  |                  |                  |                  |  |  |              |              |              |              |  |  |        |        |        |        |
|  |                     |                     | 0                   | 0                   | 0 |   |                  |                  |                  |                  |  |  |              |              |              |              |  |  |        |        |        |        |
|  |                     |                     |                     |                     |   |   |                  |                  |                  |                  |  |  |              |              |              |              |  |  |        |        |        |        |
|  |                     |                     |                     |                     | 0 |   |                  |                  |                  |                  |  |  |              |              |              |              |  |  |        |        |        |        |
|  |                     |                     | 0                   | 0                   |   |   |                  |                  |                  |                  |  |  |              |              |              |              |  |  |        |        |        |        |
|  |                     |                     |                     |                     |   |   |                  |                  |                  |                  |  |  |              |              |              |              |  |  |        |        |        |        |
|  |                     |                     | 0                   | 0                   |   |   |                  |                  |                  |                  |  |  |              |              |              |              |  |  |        |        |        |        |
|  |                     |                     | 0                   | 0                   | 0 | 0 |                  |                  |                  |                  |  |  |              |              |              |              |  |  |        |        |        |        |
|  |                     |                     |                     |                     | 0 | 0 |                  |                  |                  |                  |  |  |              |              |              |              |  |  |        |        |        |        |
|  |                     |                     |                     |                     | 0 | 0 |                  |                  |                  |                  |  |  |              |              |              |              |  |  |        |        |        |        |
|  |                     |                     | 0                   | 0                   | 0 | 0 |                  |                  |                  |                  |  |  |              |              |              |              |  |  |        |        |        |        |
|  |                     |                     |                     |                     |   |   |                  |                  |                  |                  |  |  |              |              |              |              |  |  |        |        |        |        |
|  |                     |                     | 0                   | 0                   |   |   |                  |                  |                  |                  |  |  |              |              |              |              |  |  |        |        |        |        |
|  |                     |                     | 0                   | 0                   | 0 | 0 |                  |                  |                  |                  |  |  |              |              |              |              |  |  |        |        |        |        |
|  |                     |                     |                     |                     | 0 | 0 |                  |                  |                  |                  |  |  |              |              |              |              |  |  |        |        |        |        |
|  |                     |                     |                     |                     | 0 | 0 |                  |                  |                  |                  |  |  |              |              |              |              |  |  |        |        |        |        |
|  |                     |                     | 0                   | 0                   | 0 | 0 |                  |                  |                  |                  |  |  |              |              |              |              |  |  |        |        |        |        |
|  |                     |                     |                     |                     |   |   |                  |                  |                  |                  |  |  |              |              |              |              |  |  |        |        |        |        |
|  |                     |                     | 0                   | 0                   |   |   |                  |                  |                  |                  |  |  |              |              |              |              |  |  |        |        |        |        |
|  |                     |                     | 0                   | 0                   | 0 | 0 |                  |                  |                  |                  |  |  |              |              |              |              |  |  |        |        |        |        |
|  |                     |                     |                     |                     | 0 | 0 |                  |                  |                  |                  |  |  |              |              |              |              |  |  |        |        |        |        |
|  |                     |                     |                     |                     | 0 | 0 |                  |                  |                  |                  |  |  |              |              |              |              |  |  |        |        |        |        |
|  |                     |                     | 0                   | 0                   | 0 | 0 |                  |                  |                  |                  |  |  |              |              |              |              |  |  |        |        |        |        |
|  |                     |                     |                     |                     |   |   |                  |                  |                  |                  |  |  |              |              |              |              |  |  |        |        |        |        |
|  |                     |                     | 0                   | 0                   |   |   |                  |                  |                  |                  |  |  |              |              |              |              |  |  |        |        |        |        |
|  |                     |                     |                     |                     |   |   |                  |                  |                  |                  |  |  |              |              |              |              |  |  |        |        |        |        |
|  |                     |                     |                     |                     |   |   |                  |                  |                  |                  |  |  |              |              |              |              |  |  |        |        |        |        |